# (2396) Kochi
(2396) Kochi (1981 CB) – planetoida z pasa głównego asteroid okrążająca Słońce w ciągu 4,67 lat w średniej odległości 2,79 au. Odkryta 9 lutego 1981 roku.